# División de Honor femenina de voleibol 2005-06
La Superliga femenina de voleibol de España 2005-06 fue una temporada de la máxima categoría del voleibol femenino español celebrada entre finales del año 2005 y comienzos del 2006.

## Clasificación
| Nombre                   | Sede                       | Región               | Puesto | 2006-2007 |
| ------------------------ | -------------------------- | -------------------- | ------ | --------- |
| Spar Tenerife Marichal   | Santa Cruz de Tenerife     | Canarias             | 1º     | Champions |
| Hotel Cantur             | Las Palmas de Gran Canaria | Canarias             | 2º     | Champions |
| Grupo 2002 Murcia        | Murcia                     | Región de Murcia     | 3º     | Top Teams |
| Universidad de Burgos    | Burgos                     | Castilla y León      | 4º     | Copa CEV  |
| Visual Home Benidorm     | Benidorm (Alicante)        | Comunidad Valenciana | 5º     | Copa CEV  |
| C.V. Albacete            | Albacete                   | Castilla-La Mancha   | 6º     |           |
| UCAM Murcia              | Murcia                     | Región de Murcia     | 7º     |           |
| Inversa 3000 Adecor      | Córdoba                    | Andalucía            | 8º     | traspaso  |
| Ávila Vóley              | Ávila                      | Castilla y León      | 9º     | traspaso  |
| Alvemaca Excentric       | La Laguna (Tenerife)       | Canarias             | 10º    |           |
| Maspalomas Costa Canaria | Las Palmas de Gran Canaria | Canarias             | 11º    |           |
| Ribeira Sacra            | Monforte de Lemos (Lugo)   | Galicia              | 12º    |           |
| Universidad de Granada   | Granada                    | Andalucía            | 13º    | FEV       |
| Cajasur Córdoba          | Córdoba                    | Andalucía            | 14º    | FEV       |

- Datos: Q66793661